# Armando Husillos
Armando Mario Husillos (Morón, 5 de fevereiro de 1959) é  um treinador e ex-futebolista argentino que atuava como atacante.  
Começou em 1977 no Boca Juniors, e mais tarde jogou no Loma Negra, no San Lorenzo e no Club Estudiantes de La Plata na Argentina; e  no Cádiz Club de Fútbol, no Real Murcia Club de Fútbol, no Club Deportivo Tenerife, no Málaga Club de Fútbol e no Cartagena FC na Espanha. 
Foi treinador do Club Almagro e do Real Murcia Club de Fútbol.